# Roberto Garofoli

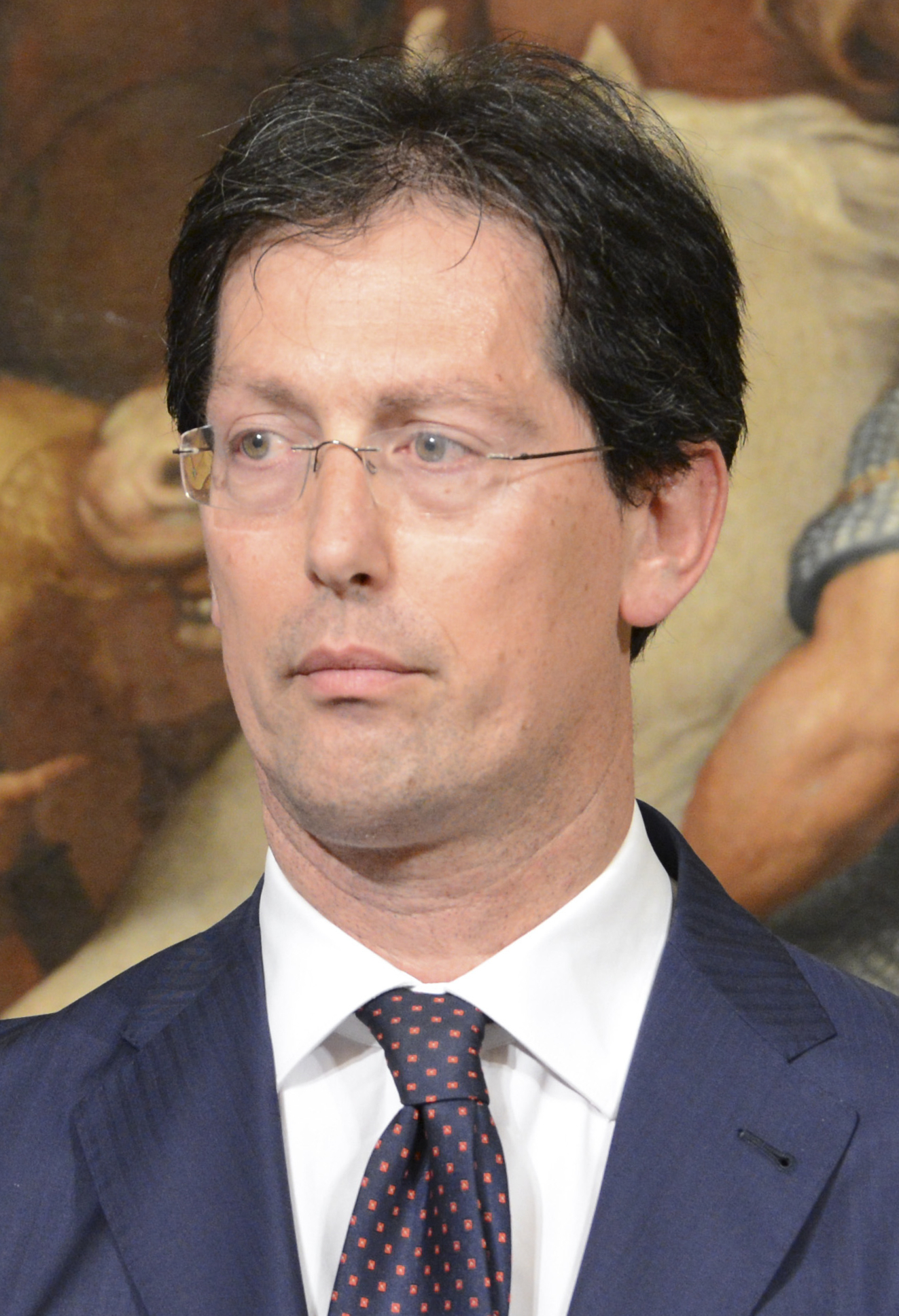
Roberto Garofoli (2013)

Roberto Garofoli (* 20. April 1966 in Tarent, Apulien) ist ein italienischer Jurist, Beamter und parteiloser Politiker. Vom 13. Februar 2021 bis zum 22. Oktober 2022 war er Sekretär des Ministerrates im Kabinett Draghi.

## Biografie
Garofoli absolvierte an der Universität Bari ein Studium der Rechtswissenschaften und war anschließend in Tarent und Trani als Straf- und Zivilrichter tätig. Dort befasste er sich auch mit Prozessen gegen die Mafia. 1999 wechselte er in das Verwaltungsgericht der Region Apulien, später in den Staatsrat.
Während der Amtszeit des Kabinetts Prodi II von 2006 und 2008 arbeitete Garofoli im von Massimo D’Alema geführten Außenministerium. Für das Kabinett Berlusconi IV war er Mitglied einer Kommission beim Staatsrat. Anlässlich des 150. Jahrestags der Einigung Italiens 2011 koordinierte er das Projekt „Unità ed eguaglianza“. Nach der Bildung des Kabinetts Monti arbeitete er ab Dezember 2011 für den Minister für Verwaltungsreform Filippo Patroni Griffi, für den er auch nach dessen Ernennung zum Staatssekretär beim Ministerpräsidenten im Kabinett Letta tätig blieb.
Während der Amtszeiten der Regierungen Renzi, Gentiloni und Conte I war Garofoli Stabschef („Capo di gabinetto“) des Ministeriums für Wirtschaft und Finanzen. Nach Vorwürfen vonseiten Vertretern der M5S, mitverantwortlich für eine Bestimmung zur Unterstützung von Auszahlungen an das Rote Kreuz zu sein, trat er nach Abschluss des Haushaltsplanes von seiner Funktion zurück. Später erwiesen sich die Vorwürfe als unbegründet.
Am 13. Februar 2021 übernahm Garofoli im Kabinett von Ministerpräsident Mario Draghi das Amt des Sekretärs des Ministerrats.
Garofoli ist Autor zahlreicher Publikationen und war Dozent an der Privatuniversität LUISS in Rom.

## Auszeichnungen
- 2011: Komtur des Verdienstordens der italienischen Republik[6]
- 2013: Großoffizier des Verdienstordens der italienischen Republik[6]

## Publikationen (Auswahl)
- 2008: Casi di penale. Atti e pareri. Neldiritto Editore. (mit Giulia Bongiorno)
- 2009: I Tre assi. Neldiritto Editore. (mit Giuliano Amato)
- 2017: Manuale di diritto penale. Neldiritto Editore.
- 2017: Principi e tracce di amministrativo. Neldiritto Editore.
- 2020: Codice amministrativo ragionato. Neldiritto Editore.